# Hengemonument
Hengemonument är en typ av fornlämningar som byggdes under neolitisk tid på de brittiska öarna och saknar motsvarigheter på kontinentala Europa.
Det finns tre besläktade typer av neolitiska jordarbeten som alla kallas för henge. De gemensamma nämnaren är för alla tre att de har en ringformig vall och ett dike, med diket innanför vallen. Det inre diket skulle ha varit dåligt för en anläggning byggd för försvar och henges är alltså inte borganläggningar. Fornborgar beskrivs i engelska wiki under begreppet circular rampart. De tre hengetyperna är klassificerade efter sin storlek med diametern på det centrala omslutna området som viktig skiljelinje mellan olika typer.
1. Henge (över 20 m i diameter).[1] Ordet  henge syftar på en speiell typ av jordarbete från den neolitiska perioden. Den består av en ungefär rund eller oval jordvall med ett inre dike som omger ett centralt platt område med mer är 20 meters diameter.  Det finns oftast få spår efter bosättning i ett henge, fastän de kan innehålla rituella strukturer som stencirklar, timmercirklar och så vidare. Hengemonument används ibland som en synonym för Henges , men det kan ha andra betydelser på engelska, som stencirklar och timmercirklar. Circle henge används ibland för att beskriva dessa strukturer. De tre största stencirklarna i Storbritannien Avebury, Great Circle at Stanton Drew , och Ring of Brodgar ligger alla inom ett henge. Exempel på henge utan betydelsefulla inre monuments är de tre hengen kallade Thornborough Henges. Fastän den har gett namn till ordet henge, är Stonehenge ett avvikande fall med diket utanför jordvallen.
2. Hengiform monument (5 – 20 m i diameter).[2] De är formade som ett henge förutom att den platta mittytan är liten med kortare radie. De utgör ett litet jordarbete med en bred yttre vall i förhållande till inre ytan. Termerna  Mini henge eller Dorchester henge används ibland som synonymer för dessa hengiforma monument. Ett exempel är den neolitiska platsen vid Wormy Hillock Henge.
3. Henge enclosure (över 300 m).[3] Detta typ av anläggning har diket på insidan av vallen men ett centralt plattare område som har rikliga spår av bosättning och vanligen mer än 300 meter i diameter. Vissa henge är verkligen så stora som detta till exempel Avebury, som dock saknar spår efter bosättning. Super henge används ibland som en synonym för henge enclosure. Emellertid är Super henge ofta bara en indikation på storlek snarare än användning jämför till exempel Marden henge som är det minst undersökta av de fyra brittiska superhengen, de andra är  Avebury, Durrington Walls och Mount Pleasant Henge.